# 1783
1783 (MDCCLXXXIII) byl rok, který dle gregoriánského kalendáře započal středou.

## Události
- 16. ledna – Císař Josef II. vydal manželský patent, kterým byly manželské spory vyjmuty z kompetence církevního soudu.
- 19. dubna – Rusko dokončilo anexi Krymu a po 342 letech zanikl Krymský chanát.
- 21. dubna – V nově otevřeném Nosticově divadle v Praze se hrálo první divadelní představení.
- 13. května – Kníže Grigorij Potěmkin inicioval vznik Černomořského loďstva.
- 14. června – Na Krymu byl založen přístav Sevastopol.
- 8. června – Na Islandu vybuchla sopka Laki. Na místě zemřelo asi 9 000 lidí. Následkem výbuchu byla v Evropě i Americe extrémní zima a v dalších letech byla díky ochlazení velká neúroda.
- 3. září – Pařížskou mírovou smlouvou byla ukončena Americká válka za nezávislost.
- 26. listopad – Císař Josef II. vydal patent, kterým se zakazovalo zvonit proti mračnům a bouřím.
- 19. prosince – William Pitt mladší se ve svých 24 letech stal nejmladším britským premiérem.

### Probíhající události
- 1775–1783 – Americká válka za nezávislost

## Vědy a umění
- 4. června – Bratři Montgolfierové předvedli veřejnosti ve francouzském Annonay první horkovzdušný balon.
- 27. srpna – Francouzský vynálezce Jacques Charles na pařížském Martově poli předvedl let prvního balonu plněného vodíkem.
- 19. září – Bratři Montgolfierové v Paříži uskutečnili první let balonem s posádkou: ovcí, kachnou a kohoutem.
- 15. října – Francouzský fyzik Jean-François Pilâtre de Rozier jako první člověk vzlétl v horkovzdušném balonu bratři Montgolfierů do výšky 26 metrů.
- 21. listopadu – Jean-François Pilâtre de Rozier s baronem Francoisem d'Arlandesem vykonal 25 minut dlouhý let balonem. Na trase dlouhé 12 km přeletěli přes řeku Seinu.
- 22. listopadu – Premiéra chrámové hudby významného anglického barokního skladatele Henry Purcella Welcome to All the Pleasures v Londýně

## Narození

### Česko

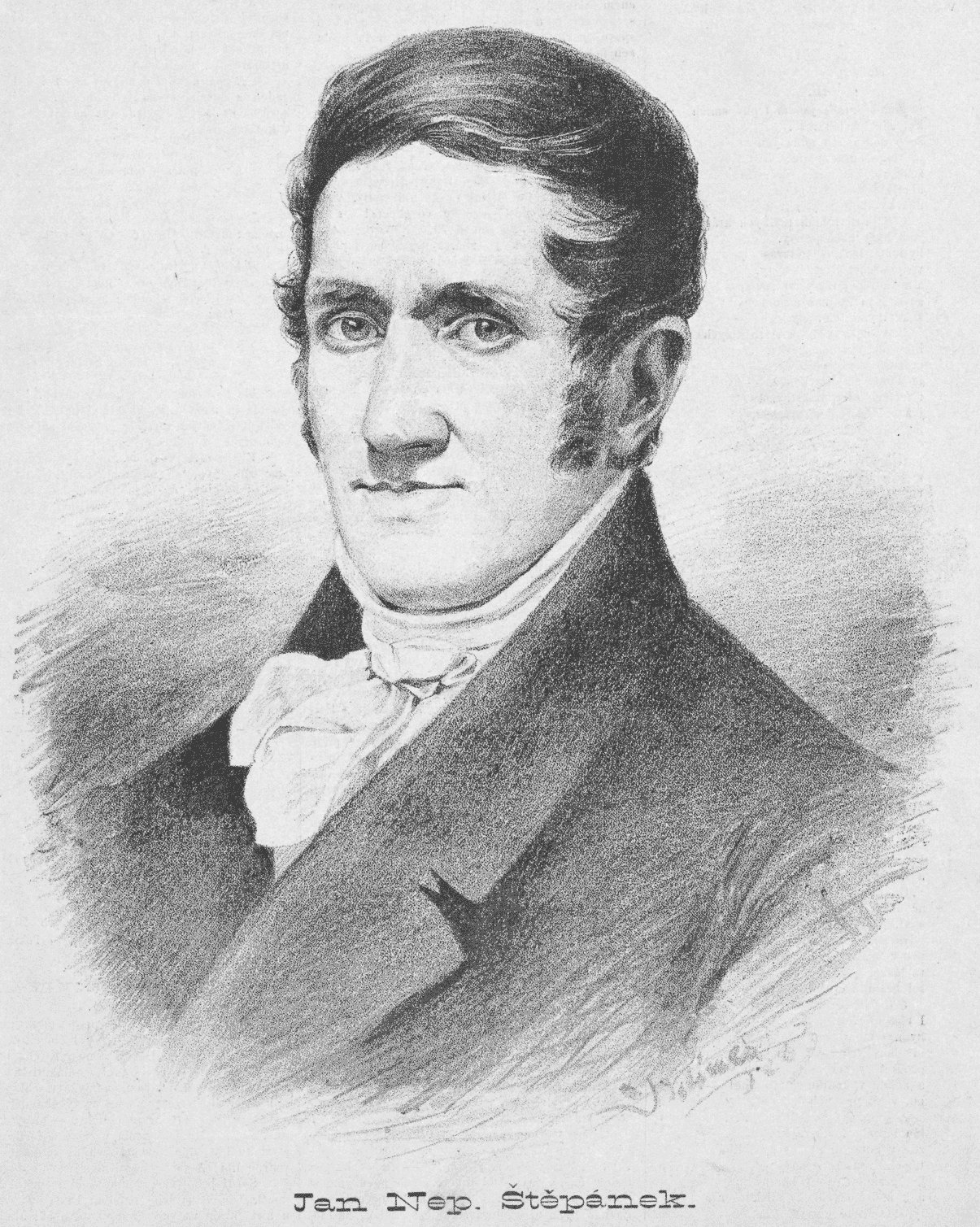
Jan Nepomuk Štěpánek (* 19. května)

- 15. ledna – Ignaz Beidtel, moravsko-slezský dějepisec a právník († 15. května 1865)
- 27. dubna – Vojtěch Suchý, český miniaturista († 25. srpna 1849)
- 19. května – Jan Nepomuk Štěpánek, herec, režisér, dramatik a publicista († 12. února 1844)
- 31. května – Johann Georg Lumnitzer, moravsko-slezský evangelický duchovní, pedagog, malíř a rytec († 25. ledna 1864)
- 13. července – Jan Žvejkal, zlatník, autor cestopisu († 8. května 1854)
- 23. července – Karel Chotek, šlechtic, nejvyšší český purkrabí († 28. prosince 1868)
- 16. prosince – Johann Karl Nestler, moravsko-slezský profesor zemědělství († 9. července 1842)
- 20. prosince – Jan Evangelista Andres, lékárník a amatérský divadelník († 17. července 1825)
- neznámé datum – Karel Bellmann, pražský zvonař († 1856)

### Svět

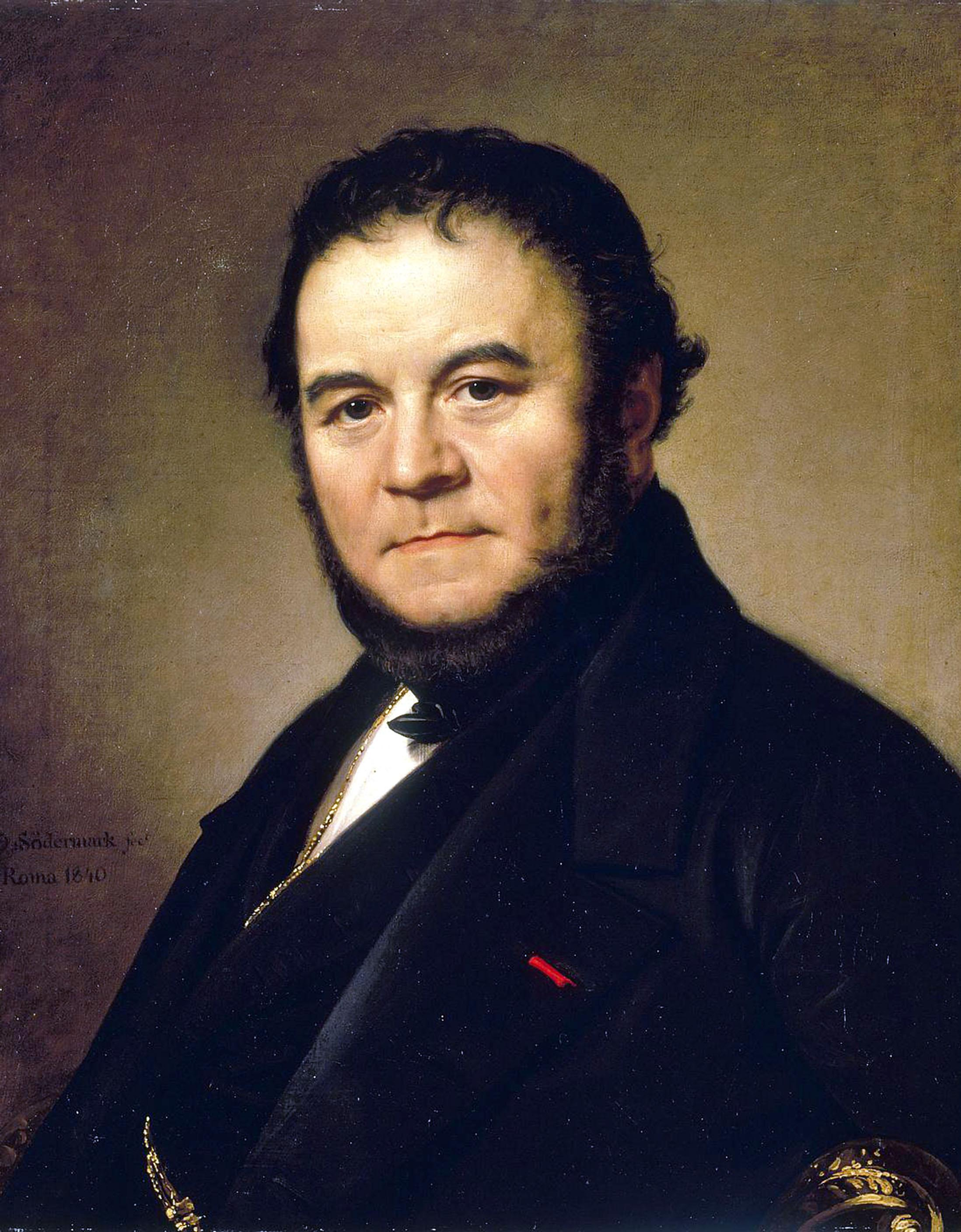
Stendhal (* 23. ledna)

- 12. ledna – Erik Gustaf Geijer, švédský spisovatel, historik, filosof a skladatel († 23. dubna 1847)
- 23. leden – Stendhal, francouzský spisovatel († 23. březen 1842)
- 25. ledna – William Colgate, americký průmyslník († 25. března 1857)
- 1. února – André Dupin, francouzský právník a teolog († 10. listopadu 1865)
- 9. února – Vasilij Andrejevič Žukovskij, ruský básník († 24. dubna 1852)
- 8. března – Hannah Van Burenová, manželka 8. prezidenta USA Martina Van Burena († 5. února 1819)
- 3. dubna – Washington Irving, americký spisovatel († 28. listopadu 1859)
- 10. dubna – Hortense de Beauharnais, holandská královna († 5. října 1837
- 16. dubna – Joachina de Vedruna, katolická řeholnice a světice († 28. srpna 1854)
- 29. dubna – David Cox, anglický malíř († 7. června 1859)
- 14. května – Giuseppe Jappelli, italský architekt († 8. května 1852)
- 24. června – Johann Heinrich von Thünen, německý ekonom, geograf a statkář († 22. září 1850)
- 13. července – August I. Oldenburský, oldenburský velkovévoda († 27. února 1853)
- 24. červenec – Simón Bolívar, venezuelský generál a politik († 17. prosince 1830)
- 9. srpna – Alexandra Pavlovna Ruská, ruská velkokněžna, rakouská arcivévodkyně († 16. března 1801)
- 8. září
  - Nikolaj Frederik Severin Grundtvig, dánský učitel, spisovatel, historik a politik († 2. září 1872)
  - August Friedrich Schweigger, německý přírodovědec († 28. července 1821)
- 23. září – Peter von Cornelius, německý malíř († 6. března 1867)
- 27. září – Agustín de Iturbide, mexický voják, politik, císař († 19. července 1824)
- 30. září – Rainer Josef Habsbursko-Lotrinský, rakouský arcivévoda, syn císaře Leopolda II. († 16. ledna 1853)
- 6. října – François Magendie, francouzský fyziolog († 7. října 1855)
- 22. října – Constantine Samuel Rafinesque, francouzsko-americký polyhistor († 18. září 1840)
- 14. listopadu – Gaspard Gourgaud, francouzský generál († 25. července 1852)
- 25. listopadu – Christian Andreas Zipser, pedagog, mineralog, geolog, vlastivědný pracovník, organizátor vědeckého života a entomolog († 20. února 1864)
- 4. prosince – Christoph Friedrich Otto, německý botanik († 7. prosince 1856)
- 5. prosince – Simon Greenleaf, americký právník († 6. října 1853)
- 26. prosince – Ludvík Arnošt Buquoy, rakouský grafik, malíř a kreslíř († 14. února 1834)
- neznámé datum
  - John Blenkinsop, anglický důlní inženýr a vynálezce († 22. ledna 1831)
  - Jan Křtitel Peteani ze Steinbergu, rakouský kněz a pedagog činný v Olomouci († 28. listopadu 1856)

## Úmrtí

### Česko
- 7. dubna – František Václav Habermann, český hudební skladatel a pedagog (* 20. září 1706)
- 4. května – František Ondřej Holý, hudební skladatel českého původu (* 28. listopadu 1747)
- 29. srpna – Jakub Eberle, sochař a řezbář (* 19. července 1718)
- 15. listopadu – Adam František z Hartigu, rakouský diplomat (* 25. března 1724)
- 16. listopadu – Jan Josef Antonín Eleazar Kittel, lékař a léčitel (* 3. února 1704)

### Svět

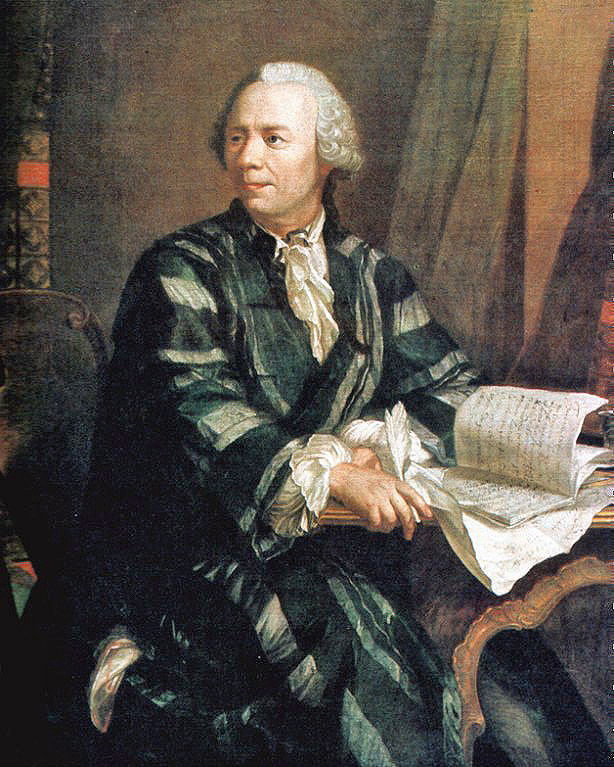
Leonhard Euler († 18. září)

- 2. ledna – Johann Jakob Bodmer, švýcarský spisovatel (* 19. července 1698)
- 3. února – August Wilhelm von Bismarck, pruský politik (* 7. července 1750)
- 8. dubna – Karolína Luisa Hesensko-Darmstadtská, bádenská markraběnka a amatérská umělkyně (* 11. července 1723)
- 20. dubna – František Antonín Raab, rakouský národohospodář, autor raabizace (* 21. prosince 1722)
- 22. května – František Antonín Schrattenbach, moravský zemský hejtman (* 5. května 1712)
- 10. července – Adam František Kollár, slovenský spisovatel, historik a knihovník (* 17. dubna 1718)
- 19. srpna – Franz Xaver Messerschmidt, rakouský barokní sochař (* 6. února 1736)
- 18. září – Leonhard Euler, švýcarský matematik (* 17. dubna 1707)
- 27. září – Étienne Bézout, francouzský matematik (* 31. března 1730)
- 22. října – Gerhard Friedrich Müller, německý historik (* 29. října 1705)
- 29. října – Jean le Rond d'Alembert, francouzský matematik a encyklopedista (* 16. listopadu 1717)
- 16. prosince – Johann Adolf Hasse, německo-italský hudební skladatel, (* 24. března 1699)
- neznámé datum – Fjalla-Eyvindur, islandský bandita a národní hrdina (* 1714)

## Hlavy států
- Francie – Ludvík XVI. (1774–1792)
- Habsburská monarchie – Josef II. (1780–1790)
- Osmanská říše – Abdulhamid I. (1774–1789)
- Polsko – Stanislav II. August Poniatowski (1764–1795)
- Prusko – Fridrich II. (1740–1786)
- Rusko – Kateřina II. Veliká (1762–1796)
- Španělsko – Karel III. (1759–1788)
- Švédsko – Gustav III. (1771–1792)
- Velká Británie – Jiří III. (1760–1820)
- Svatá říše římská – Josef II. (1765–1790)
- Papež – Pius VI. (1774–1799)
- Japonsko – Kókaku (1780–1817)